# Caupolicana adusta
Caupolicana adusta là một loài Hymenoptera trong họ Colletidae. Loài này được Friese mô tả khoa học năm 1899.